# Дайыр
Дайыр (каз. Дайыр, до 199? г. — Даирово) — село в Зайсанском районе Восточно-Казахстанской области Казахстана. Административный центр Даировского сельского округа. Код КАТО — 634647100.

## Население
В 1999 году население села составляло 1989 человек (1053 мужчины и 936 женщин). По данным переписи 2009 года, в селе проживал 1951 человек (1015 мужчин и 936 женщин).